# 11月23日
11月23日是公历一年中的第327天（闰年第328天），離全年的結束還有38天。

## 大事记

### 20世紀以前
- 1008年：宋真宗封禅泰山。
- 1174年：埃及阿尤布王朝苏丹萨拉丁征服大马士革。
- 1644年：英國詩人約翰·密爾頓因反對內戰時期的审查制度，而發表提倡言論自由的《论出版自由》。

### 20世紀
- 1920年：陈独秀主持起草《中国共产党宣言》。
- 1924年：美國天文學家愛德溫·哈伯指出仙女座星系並不屬於銀河系，同時宇宙亦存在眾多星系。
- 1925年：國民黨右派召开西山會議，排斥共产党人。
- 1925年：國民革命軍北伐軍的一支机械化部队葉挺獨立團成立。
- 1936年：七君子事件：沈钧儒、章乃器等七人被国民党当局逮捕。
- 1940年：第二次世界大戰：罗马尼亚王國簽署三国同盟條约加入軸心國。
- 1943年：中華民國蔣中正、美國羅斯福、英國邱吉爾在埃及召開開羅會議。
- 1944年：自由法國將領菲利普·勒克萊爾領導的法軍，成功在擊敗德軍後解放了法國東部重鎮史特拉斯堡。
- 1949年：中华人民共和国与阿尔巴尼亚人民共和国建立外交关系。
- 1949年：中共中央西南局于湖南常德市成立。
- 1957年：来自64个国家的共产党代表签订《和平宣言》，要求停止军备竞赛与核武器试验。
- 1959年：法国总统戴高乐于斯特拉斯堡的演讲中呼吁欧洲各国开始实行一体化。
- 1963年：英国广播公司科幻电视剧《神秘博士》首次播出。
- 1969年：甘地夫人取得印度国大党的控制权。
- 1970年：葡萄牙入侵几内亚。
- 1971年：中華人民共和國常駐聯合國代表黃華首次代表中國出席聯合國安全理事會會議。
- 1972年：苏联最后一次N1运载火箭升空实验因发动机失效而告终。
- 1977年：阿根廷西部发生强烈地震，50人死亡。
- 1979年：香港居民從當日起前往新界邊境禁區及米埔自然護理區時需出示身分證。
- 1980年：意大利南部发生芮氏規模6.8地震，超过百万人受灾。
- 1983年：中共中央总书记胡耀邦对日本进行正式友好访问。成立“中日友好21世纪委员会”。
- 1985年：三名阿布·尼達爾恐怖组织成员劫持了埃及航空公司648航班，埃及派出突击队员前往马耳他解救人质，事件造成60人死亡。
- 1987年：香港亞洲電視位於九龍塘廣播道的總台發生4級大火，節目一度中斷廣播。
- 1988年：香港輕便鐵路三小時內發生兩宗意外事故。
- 1992年：世界上首支手机IBM Simon于美国拉斯维加斯的计算机经销商博览会亮相。
- 1996年：安哥拉加入世界贸易组织。
- 1996年：遭到劫持的衣索比亞航空961號班機在葛摩附近印度洋海域墜毀，造成125人死亡。

### 21世紀
- 2001年：香港警方在屯門一艘內河船截獲近十年來最大批中國內地非法入境者，為數150多人，這群人蛇來自福建，打算偷渡前往日本。
- 2001年：64个国家代表于布达佩斯签署《網路犯罪公約》。
- 2003年：香港區議會選舉投票率創新高，達44%，親政府政黨民建聯大敗，反映市民求變及對現況不滿。
- 2003年：在指控其涉嫌選舉舞弊的群眾示威壓力下，喬治亞總統宣布辭職。
- 2008年：第20届亚太经济合作组织领导人峰会于秘鲁首都利马举行。
- 2009年：一群人在前往登記艾斯梅爾·曼古達圖（英语：Esmael Mangudadatu）參選菲律賓馬京達瑙省省長的途中，遭到其競爭對手的支持者綁架和殺害，造成58人死亡。
- 2010年：南韓延坪島事件，朝鲜趁著韩国在边境演习以火炮炮轰延坪岛，造成4名韩国军人死亡、19人受伤。
- 2011年：經過近一年的反政府示威後，葉門總統阿里·阿布杜拉·沙雷簽署協議，同意交出權力。
- 2018年：巴基斯坦西北部城鎮一個露天市集發生爆炸，至少30人死亡，40人受傷。[1]
- 2021年：保加利亞西部佩爾尼克州A3高速公路發生巴士車禍，造成46人死亡。

## 出生

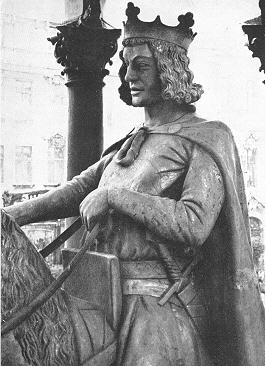
德國民眾在約1240年為奧托一世豎立的砂岩雕像

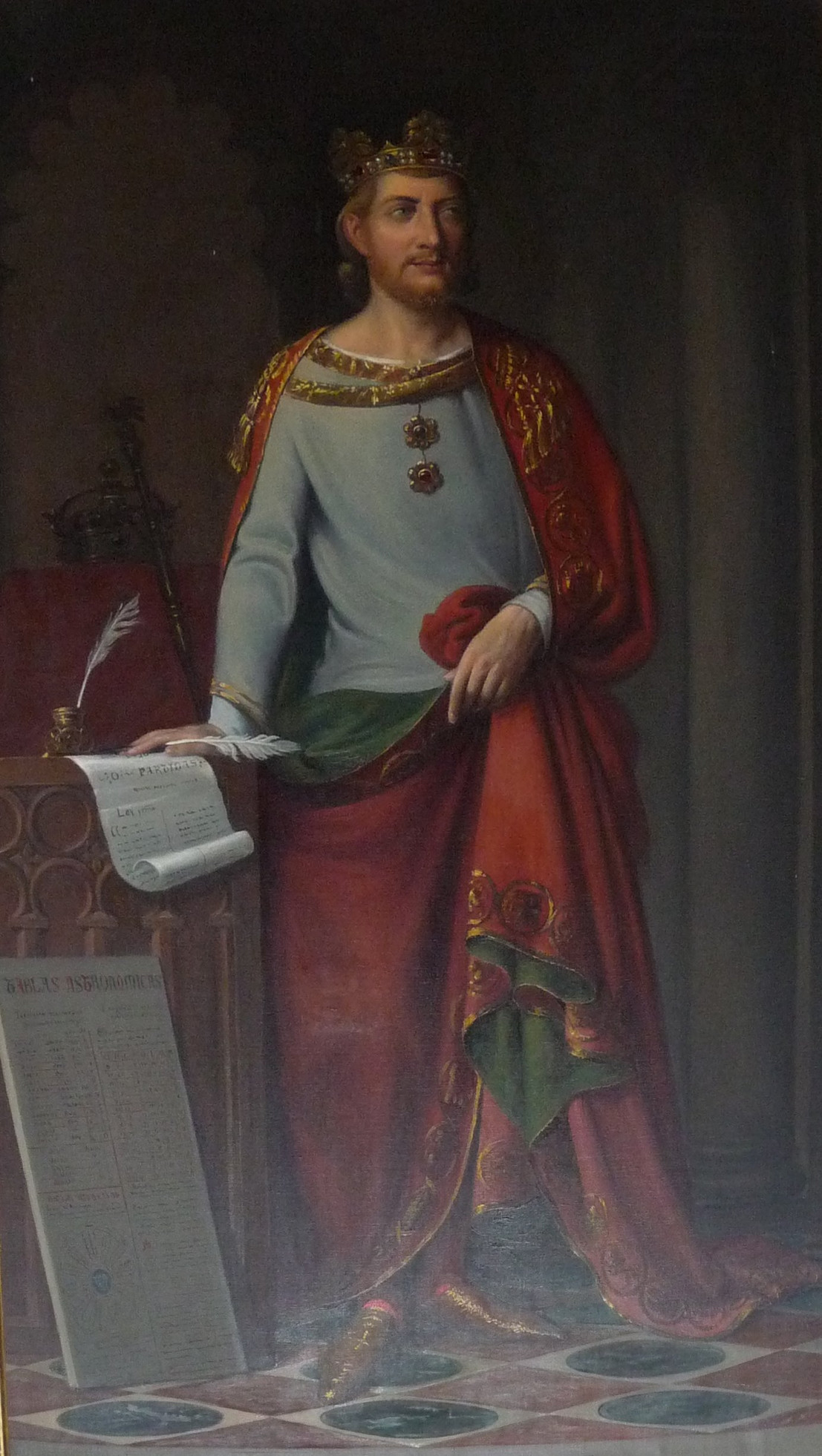
阿方索十世

- 912年：奥托一世，東法蘭克國王、神聖羅馬帝國皇帝（973年逝世）
- 1221年：阿方索十世，國王（1284年逝世）
- 1616年：約翰·沃利斯，英國數學家（1703年逝世）
- 1632年：让·马比雍，法國本篤會僧侶，西方古文獻學、古文字學創始人（1707年逝世）
- 1749年：爱德华·拉特利奇，美國南卡羅萊那州州長（1800年逝世）
- 1760年：格拉克斯·巴貝夫，法國大革命時期政治活動者、記者（1797年逝世）
- 1804年：富蘭克林·皮爾斯，美國政治人物，第14任美國總統（1869年逝世）
- 1837年：約翰内斯·范德瓦耳斯，荷蘭物理學家，1910年諾貝爾物理學獎得主（1923年逝世）
- 1849年：洪天貴福，太平天國第二代君主（1864年逝世）
- 1859年：比利小子，美國著名槍手、西部傳奇人物（1881年逝世）
- 1860年：卡爾·布蘭廷，瑞典政治家、社會民主運動先驅，1921年諾貝爾和平獎得主（1925年逝世）
- 1867年：英斂之，清末民初教育家、記者（1926年逝世）
- 1874年：西奥多·賴曼，美國物理學家（1954年逝世）
- 1875年：阿納托利·盧那察爾斯基，俄羅斯馬克思主義革命家、藝術批評家、記者（1933年逝世）
- 1876年：，西班牙古典音樂作曲家（1946年逝世）
- 1878年：歐尼斯特·金，美國海軍五星上將（1956年逝世）
- 1882年：約翰·拉貝，德國商人，避難所南京安全區發起人（1950年逝世）
- 1887年：亨利·莫塞萊，英國物理学家，原子序數發現者（1915年逝世）
- 1887年：鲍里斯·卡洛夫，英國男演員，以演出科學怪人聞名（1969年逝世）
- 1890年：埃爾·利西茨基，蘇聯藝術家、設計師、攝影師、印刷家、辯論家、建築師（1941年逝世）
- 1893年：許聰敏，台灣實業家、企業家、政治人物、慈善家（1983年逝世）
- 1896年：克萊門特·哥特瓦爾德，捷克斯洛伐克共产党領導人（1953年逝世）
- 1896年：常乃花寬市，日本相撲力士，第31代橫綱（1960年逝世）
- 1899年：曼努埃爾·馬夏多，巴西現代卡波耶拉武術之父（1974年逝世）
- 1912年：馬歇爾·霍洛威，美國物理學家（1991年逝世）
- 1916年：麥可·高福，英國電影演員（2011年逝世）
- 1917年：伊莉莎白·斯科特，美國數學家（1988年逝世）
- 1920年：保羅·策蘭，法國猶太詩人、翻譯家（1970年逝世）
- 1920年：偉恩·第伯，美國普普藝術畫家（2021年逝世）
- 1924年：科林·特恩布爾，英裔美國人類學家（1994年逝世）
- 1925年：何塞·杜阿爾特，萨尔瓦多總統（1990年逝世）
- 1925年：愛德華·F·摩爾，美國數學家、計算機科學家（2003年逝世）
- 1926年：實諦·賽·巴巴，印度教上師與精神領袖、慈善活動家、教育家（2011年逝世）
- 1927年：安傑洛·索達諾，義大利籍天主教級樞機（2022年逝世）
- 1928年：杰瑞·巴克，美國音樂劇作曲家（2010年逝世）
- 1928年：松永光，日本政治人物（2022年逝世）
- 1931年：謝法新，香港政府官員（2008年逝世）
- 1932年：田中邦卫，日本男演員（2021年逝世）
- 1933年：克里斯托弗·潘德列茨基，波蘭當代古典音樂作曲家、指揮家（2020年逝世）
- 1934年：盧·霍德，澳洲男子網球運動員（1994年逝世）
- 1945年：皮埃爾·帕西，剛果共和國政治人物、外交家
- 1949年：維克托·波加諾夫斯基，烏克蘭男子馬術運動員
- 1950年：查克·舒默，美國政治人物，現任美國參議院多數黨領袖
- 1951年：笑福亭鶴瓶，日本演員
- 1953年：約翰·梅傑，荷蘭作曲家、編曲家、長號演奏家、指揮家
- 1954年：羅斯·布朗，英國工程師，曾任一級方程式法拉利車隊技術總監長達十年
- 1955年：鲁多维科·伊諾第，義大利當代古典主義音樂作曲家、鋼琴家
- 1961年：士郎正宗，日本漫畫家
- 1962年：尼古拉斯·馬杜洛，委內瑞拉政治人物，現任委內瑞拉總統
- 1963年：鷹森淑乃，日本女性聲優
- 1963年：西森博之，日本漫畫家
- 1966年：，法國演員、導演、電影製作人、劇作家和配音員
- 1967年：莎莉·理查德森，美國女演員
- 1967年：威爾·弗林特，美國職業棒球運動員
- 1968年：何嘉麗，香港女子擊劍運動員
- 1969年：梁琤，香港演員
- 1970年：戴軍，中國歌手、主持人、演員
- 1970年：阮小儀，香港商業電台DJ
- 1971年：维恩·貝克，美國職業籃球運動員
- 1972年：童愛玲，香港演員
- 1975年：施念慈，香港女藝人
- 1976年：梁慧恩，香港主持人
- 1978年：趙駿亞，台灣演員
- 1979年：凱莉·布魯克，英國模特、女演員、泳裝設計師、電視節目主持人
- 1979年：尼哈特·卡赫維奇，土耳其職業足球運動員
- 1982年：阿萨法·鲍威爾，牙買加田徑短跑運動員
- 1982年：楠迪·宗拉維蒙，泰國女演員、歌手、模特兒
- 1984年：盧卡斯·格拉貝爾，美國演員
- 1985年：傅小芸，台灣演員
- 1985年：安賢洙，韓裔俄羅斯男子短道速滑運動員
- 1986年：葉麗嘉，香港藝術家、舞台剧演員
- 1986年：田中美奈實，日本女藝人
- 1988年：安妮，台灣女藝人
- 1988年：宮澤艾瑪，日本女藝人
- 1989年：莫莉·劉易斯，美國創作歌手
- 1990年：瑪麗亞·艾莉由里，日本AV女優
- 1991年：山川穗高，日本職業棒球運動員
- 1991年：魯斯蘭·明加索夫，土庫曼職業足球員
- 1992年：麥莉·希拉，美國創作歌手、演員
- 1992年：高恩妃，韓國女子偶像團體Ladies' Code成員（2014年逝世）
- 1993年：L.Joe，韓國男子偶像團體TEEN TOP成員
- 1993年：金永彬，韓國男子偶像團體SF9隊長
- 1993年：喬欣，中國女演員
- 1994年：張九齡，中國相聲演員
- 1994年：何戀慈，馬來西亞女藝人
- 1995年：金娜英，韓國女子偶像團體gu9udan成員
- 1996年：詹姆士·麥迪森，英國足球運動員
- 1996年: 志田愛佳，日本模特、演员，欅坂46成员
- 1997年：於之瑩，中國圍棋職業棋手
- 1998年：宮澤艾瑪，日本女藝人
- 1998年：後藤彩佐，日本女性聲優
- 1998年：盧知宣，韓國女子偶像團體fromis 9成員
- 2001年：，英格蘭職業足球運動員
- 2006年 :  王钰栋，中国职业足球运动员

## 逝世
- 386年：晋废帝司馬奕，东晋第七代皇帝（342年出生）
- 615年：聖高隆邦，爱尔兰僧侣（540年出生）
- 947年：贝特霍尔德，巴伐利亚公爵（900年出生）
- 955年：埃德雷德，英格兰国王（923年出生）
- 1407年：路易一世，奥尔良公爵（1372年出生）
- 1457年：拉斯洛五世，匈牙利国王（1440年出生）
- 1719年：延齡君李昍，朝鮮王朝後期王族（1699年出生）
- 1814年：埃尔布里奇·格里，美國政治人物、外交官，第5任美國副总統（1744年出生）
- 1826年：約翰·波德，德國天文學家（1747年出生）
- 1832年：朱懋，清朝官員（生年不詳）
- 1864年：弗里德里希·馮·斯特魯維，俄國天文學家（1793年出生）
- 1864年：洪仁玕，太平天国领袖（1822年出生）
- 1890年：威廉三世，尼德蘭國王（1817年出生）
- 1896年：樋口一葉，日本女性小說家（1872年出生）
- 1897年：因他威差亞暖，清邁昭勐（1817年出生）
- 1924年：卡洛斯·杜蘭·卡廷，哥斯大黎加醫生、政治人物，第14任哥斯大黎加總統（1852年出生）
- 1937年：贾格迪什·钱德拉·博斯，孟加拉物理學家，無線電之父（1858年出生）
- 1943年：東嘉生，臺灣經濟學者（1910年出生）
- 1961年：約克·鮑文，英國作曲家、鋼琴家（1884年出生）
- 1968年：上官雲珠，中國話劇女演員、電影演員（1920年出生）
- 1973年：早川雪洲，日本男演員（1889年出生）
- 1974年：考李留斯·雷恩，愛爾蘭裔美國記者、作家（1920年出生）
- 1990年：阮文心，越南政治人物，曾任越南國首相（1895年出生）
- 1990年：羅爾德·達爾，挪威籍英國兒童文學作家、劇作家、短篇小說作家（1916年出生）
- 2006年：亞歷山大·利特維年科，前俄罗斯特工，疑遭俄羅斯政府毒死（1962年出生）
- 2006年：邹承鲁，中国著名生物化学家（1923年出生）
- 2006年：菲利浦·诺瓦雷，法国著名演员（1930年出生）
- 2009年：楊憲益，中國翻譯家、外國文學研究專家、詩人（1915年出生）
- 2011年：楊日松，台灣著名法醫，罹大腸癌病逝（1927年出生）
- 2011年：黄纬禄，中国导弹技术专家（1916年出生）
- 2017年：张阳，中国人民解放军上将，中央军委原委员，中央军委政治工作部原主任，畏罪自缢（1951年出生）
- 2019年：流沙河，中国诗人（1931年出生）
- 2019年：白德彰，中国导演（1931年出生）
- 2021年：全斗焕，大韓民國第11、12任總統（1931年出生）[2]
- 2021年：詹姆斯·菲茨-艾倫·米切爾，聖文森政治家，第2任聖文森總理（1931年出生）

## 节假日和习俗
- ：聖喬治節
- 日本：勤勞感謝之日
- 斯洛維尼亞：鲁道夫·梅斯特（英语：Rudolf Maister）日
- 越南：遗产日
- 墨西哥：海軍節
- 葡萄牙：工程師節
- 美国（马里兰州弗雷德里克县）：否认日